# دومينيك سينا
دومينيك سينا (بالإنجليزية: Dominic Sena)‏ هو مخرج أمريكي، ولد في 26 أبريل 1949 في نايلز في الولايات المتحدة.

## وصلات خارجية
- دومينيك سينا على موقع IMDb (الإنجليزية)
- دومينيك سينا على موقع روتن توميتوز (الإنجليزية)
- دومينيك سينا على موقع ألو سيني (الفرنسية)
- دومينيك سينا على موقع ميوزك برينز (الإنجليزية)
- دومينيك سينا على موقع أول موفي (الإنجليزية)
- دومينيك سينا على موقع بوكس أوفيس موجو (الإنجليزية)
- دومينيك سينا على موقع قاعدة بيانات الأفلام السويدية (السويدية)
- دومينيك سينا على موقع إن إن دي بي (الإنجليزية)
- دومينيك سينا على موقع أول ميوزيك (الإنجليزية)
- دومينيك سينا على موقع ديسكوغز (الإنجليزية)